# Mistrzostwa Europy w Lekkoatletyce 2016 – trójskok mężczyzn
Trójskok mężczyzn – jedna z konkurencji technicznych rozgrywanych podczas lekkoatletycznych mistrzostw Europy na Stadionie Olimpijskim w Amsterdamie.
Tytułu mistrzowskiego z 2014 roku nie obronił Francuz Benjamin Compaoré.

## Rekordy
Tabela prezentuje rekord świata, rekord Europy, rekord mistrzostw Europy, najlepsze osiągnięcie na Starym Kontynencie, a także najlepszy rezultat na świecie w sezonie 2016 przed rozpoczęciem mistrzostw.
|                                        | Zawodnik         | Wynik | Miejsce   | Data                  |
| -------------------------------------- | ---------------- | ----- | --------- | --------------------- |
| Rekord świata                          | Jonathan Edwards | 18,29 | Göteborg  | 7 sierpnia 1995(dts)  |
| Rekord Europy                          | Jonathan Edwards | 18,29 | Göteborg  | 7 sierpnia 1995(dts)  |
| Rekord mistrzostw Europy               | Jonathan Edwards | 17,99 | Budapeszt | 23 sierpnia 1998(dts) |
| Najlepszy wynik na świecie w 2016 roku | Christian Taylor | 17,76 | Eugene    | 28 maja 2016(dts)     |
| Najlepszy wynik w Europie w 2016 roku  | Teddy Tamgho     | 17,15 | Angers    | 25 czerwca 2016(dts)  |

## Najlepsze wyniki w Europie
Poniższa tabela przedstawia 10 najlepszych rezultatów na Starym Kontynencie w 2016 roku tuż przed rozpoczęciem mistrzostw.
| Poz. | Zawodnik            | Reprezentacja | Wynik | Data i miejsce             |
| ---- | ------------------- | ------------- | ----- | -------------------------- |
| 1.   | Teddy Tamgho        | Francja       | 17,15 | 25 czerwca, Angers         |
| 2.   | Harold Correa       | Francja       | 17,08 | 22 maja, Villeneuve-d’Ascq |
| 3.   | Fabian Florant      | Holandia      | 16,92 | 30 kwietnia, Clermont      |
| 4.   | Arciom Bandarenka   | Białoruś      | 16,90 | 25 czerwca, Grodno         |
| 4.   | Dzmitryj Płatnicki  | Białoruś      | 16,90 | 25 czerwca, Grodno         |
| 6.   | Pablo Torrijos      | Hiszpania     | 16,89 | 2 lipca, Monachil          |
| 7.   | Lasza Torghwaidze   | Gruzja        | 16,87 | 25 maja, Ałmaty            |
| 8.   | Şeref Osmanoğlu     | Turcja        | 16,85 | 24 maja, Mersin            |
| 8.   | Lewon Aghasjan      | Armenia       | 16,85 | 29 maja, Artaszat          |
| 8.   | Maksim Niesciarenka | Białoruś      | 16,85 | 25 czerwca, Grodno         |

Pogrubioną czcionką oznaczono zawodników, którzy wystartują na tych mistrzostwach.

## Terminarz
| Data    | Godzina |              |
| ------- | ------- | ------------ |
| 7 lipca | 11:10   | Kwalifikacje |
| 9 lipca | 19:45   | Finał        |

## Rezultaty

### Kwalifikacje
Awans: 16,65 m (Q) lub 12 najlepszych rezultatów (q).
| Poz. | Grupa | Zawodnik              | Reprezentacja   | Próby | Próby | Próby | Wynik | Uwagi |
| Poz. | Grupa | Zawodnik              | Reprezentacja   | 1     | 2     | 3     | Wynik | Uwagi |
| ---- | ----- | --------------------- | --------------- | ----- | ----- | ----- | ----- | ----- |
| 1.   | A     | Karol Hoffmann        | Polska          | 16,11 | 16,93 |       | 16,93 | Q     |
| 2.   | B     | Max Heß               | Niemcy          | x     | 16,93 |       | 16,93 | Q     |
| 3.   | A     | Şeref Osmanoğlu       | Turcja          | 16,34 | 16,81 |       | 16,81 | Q     |
| 4.   | B     | Maksim Niesciarenka   | Białoruś        | 16,52 | 15,89 | 16,68 | 16,68 | Q     |
| 5.   | A     | Georgi Conow          | Białoruś        | 16,46 | x     | 16,65 | 16,65 | Q     |
| 6.   | B     | Julian Reid           | Wielka Brytania | 15,80 | 16,62 | 15,88 | 16,62 | q, SB |
| 7.   | B     | Momcził Karailiew     | Bułgaria        | 16,59 | x     | –     | 16,59 | q     |
| 8.   | A     | Pablo Torrijos        | Hiszpania       | 16,44 | 16,58 |       | 16,58 | q     |
| 9.   | B     | Benjamin Compaoré     | Francja         | 16,65 | 16,22 | 16,53 | 16,53 | q     |
| 10.  | A     | Dzmitryj Płatnicki    | Białoruś        | 16,37 | 16,50 | 16,22 | 16,50 | q     |
| 11.  | A     | Elvijs Misāns         | Łotwa           | 16,50 | x     | x     | 16,50 | q     |
| 12.  | B     | Fabian Florant        | Holandia        | 16,36 | 16,16 | 16,45 | 16,45 | q     |
| 13.  | B     | Złatozar Atanasow     | Bułgaria        | 15,81 | 16,34 | 16,28 | 16,34 |       |
| 14.  | A     | Harold Correa         | Francja         | 16,26 | 16,33 | 16,18 | 16,33 |       |
| 15.  | A     | Nathan Douglas        | Wielka Brytania | 16,33 | x     | 16,24 | 16,33 |       |
| 16.  | B     | Lasza Torghwaidze     | Gruzja          | x     | 16,20 | 16,32 | 16,32 |       |
| 17.  | B     | Nelson Évora          | Portugalia      | 15,88 | 16,27 | 16,15 | 16,27 |       |
| 18.  | A     | Martin Jasper         | Niemcy          | 16,27 | x     | 16,05 | 16,27 |       |
| 19.  | B     | Andrij Stanczew       | Ukraina         | 16,22 | 15,95 | 16,06 | 16,22 |       |
| 20.  | A     | Lewon Aghasjan        | Armenia         | 15,98 | 15,79 | 16,21 | 16,21 |       |
| 21.  | B     | Aşkın Karaca          | Turcja          | 16,19 | x     | x     | 16,19 |       |
| 22.  | A     | Dimitris Tsiamis      | Grecja          | 15,94 | 16,16 | 16,10 | 16,16 |       |
| 23.  | B     | Nazim Babayev         | Azerbejdżan     | 16,06 | x     | –     | 16,06 |       |
| 23.  | A     | Arciom Bandarenka     | Białoruś        | 16,06 | x     | x     | 16,06 |       |
| 25.  | B     | Dimítrios Baltadouros | Grecja          | 15,99 | 15,58 | x     | 15,99 |       |
| 26.  | A     | Vladimir Letnicov     | Mołdawia        | x     | 15,98 | x     | 15,98 |       |
| 27.  | B     | Marian Oprea          | Rumunia         | x     | 15,40 | x     | 15,40 |       |

### Finał
| Poz. | Zawodnik            | Reprezentacja   | Próby | Próby | Próby | Próby | Próby | Próby | Wynik | Uwagi |
| Poz. | Zawodnik            | Reprezentacja   | 1     | 2     | 3     | 4     | 5     | 6     | Wynik | Uwagi |
| ---- | ------------------- | --------------- | ----- | ----- | ----- | ----- | ----- | ----- | ----- | ----- |
| 01 ! | Max Heß             | Niemcy          | x     | 17,20 | –     | –     | x     | –     | 17,20 | EL PB |
| 02 ! | Karol Hoffmann      | Polska          | 16,59 | 16,96 | 17,16 | x     | 16,93 | 16,92 | 17,16 | PB    |
| 03 ! | Julian Reid         | Wielka Brytania | 16,76 | x     | 15,58 | 15,91 | x     | x     | 16,76 | SB    |
| 4.   | Momcził Karailiew   | Bułgaria        | 16,65 | 16,65 | x     | x     |       |       | 16,65 |       |
| 5.   | Maksim Niesciarenka | Białoruś        | 16,14 | 16,16 | 16,63 | 16,62 | 16,38 | 16,50 | 16,63 |       |
| 6.   | Şeref Osmanoğlu     | Turcja          | 16,65 | x     | x     | 16,53 | x     | x     | 16,65 |       |
| 7.   | Georgi Conow        | Białoruś        | 16,05 | 15,84 | 16,53 | x     | x     |       | 16,53 | SB    |
| 8.   | Pablo Torrijos      | Hiszpania       | 15,88 | 16,23 | 16,34 | x     | 16,33 | 16,30 | 16,34 |       |
| 9.   | Elvijs Misāns       | Łotwa           | x     | 16,11 | 16,32 |       |       |       | 16,32 |       |
| 10.  | Fabian Florant      | Holandia        | 16,12 | x     | 16,23 |       |       |       | 16,23 |       |
| 11.  | Dzmitryj Płatnicki  | Białoruś        | 15,24 | 16,16 | 16,18 |       |       |       | 16,18 |       |
| 12.  | Benjamin Compaoré   | Francja         | 16,01 | x     | 16,12 |       |       |       | 16,12 |       |